# Эмденский гусь
Эмденская порода гусей (ранее также эмбденская; нем. Emder Gans, или Emdener Gans)-Порода гусей, выведенная на территории сегодняшней Германии в Эмдеме в XIX  веке. Характеризуется белым оперением и высокими продуктивными качествами.

## История
Эмденские гуси упоминаются Дарвином. Созданы в Германии в окрестностях Эмдена.

## Экстерьер
Эмденские гуси имеют белый цвет оперения.
Голова у гусей большая, широкая; клюв короткий, толстый, оранжевого цвета; шея длинная с изгибом; под клювом у основания имеется «кошелёк».
Туловище массивное, длинное и широкое, с небольшой складкой на животе; ноги короткие, крепкие. Клюв и ноги оранжевого цвета.

## Продуктивность
Живая масса взрослых гусаков достигает 10 кг, гусынь — 8 кг. Средняя яйценоскость составляет 25—35 яиц в год.
Гуси этой породы хорошо откармливаются. Живая масса гусят к 60-дневному возрасту достигает 3,8—4 кг. Мясо и жир эмденских гусей имеют высокие качества.